# Iejengra (rivier)
De Iejengra (Russisch: Иенгра) is een 148-kilometer lange linkerzijrivier van de Timpton, gelegen in de Russische autonome republiek Jakoetië, in Oost-Siberië.
De rivier ontspringt op de noordelijke hellingen van het Stanovojgebergte in het zuidoosten van Jakoetië.
De belangrijkste zijrivier is de Amnoenatsji (33 km) aan rechterzijde. In het stroomgebied van de rivier bevinden zich ongeveer 60 meren. De rivier is bevroren van eind oktober, begin november tot de eerste helft van mei.